# Aplus (slak)
Aplus is een geslacht van weekdieren uit de klasse van de Gastropoda (slakken).

## Soorten
- Aplus assimilis (Reeve, 1846)
- Aplus campisii (Ardovini, 2015)
- Aplus dorbignyi (Payraudeau, 1826)
- Aplus gaillardoti (Puton, 1856)
- Aplus nodulosus (Bivona Ant., 1832)
- Aplus pseudoassimilis Brunetti & Della Bella, 2016 †
- Aplus scaber (Locard, 1892)
- Aplus scacchianus (Philippi, 1844)